# Угода про міжнародні перевезення швидкопсувних харчових продуктів
Уго́да про міжнаро́дні переве́зення швидкопсувни́х харчови́х проду́ктів та про спеціа́льні транспо́ртні за́соби, які́ призна́чені для цих переве́зень (УПШ) — юридично обов'язкова для держав-учасниць міжнародна угода, яка встановлює стандарти для міжнародних перевезень традиційними перевізними засобами (автомобільним та залізничним, інколи повітряним та водним) швидкопсувних харчових продуктів, зокрема регулює температурні режими (охолодження, заморожування, опалення) та ізоляцію. Документ зобов'язує використовувати схвалені типи обладнання для транспортування швидкопсувних продуктів через кордон та регулярну перевірку обладнання; застосовується виключно до міжнародних перевезень та не стосується транспортування в межах однієї країни. У випадку не виконання умов транспортування, держава прибуття має право не прийняти продукти та може пропонувати умови за яких товар буде прийнято.